# Kishartyán
Kishartyán è un comune dell'Ungheria di 651 abitanti (dati 2001). È situato nella contea di Nógrád.